# FC Șahtior Donețk
FC Șahtior Donețk (în ucraineană Шахтар Донецьк, în rusă Шахтёр Донецк) este un club ucrainean de fotbal din orașul Donețk al cărui stadion este Donbass Arena, cu o capacitate de 51 504 locuri. Formația, înființată în 1936, este una din cele trei campioane din istoria Ucrainei, celelalte fiind Dinamo Kiev și Tavria Simferopol. Deși nu a reușit niciodată să devină campioană a Uniunii Sovietice, Șahtior a devenit de două ori vicecampioană și a câștigat patru cupe ale URSS.

## Istorie
Fotbalul a fost popularizat în regiunea Donbass mai ales de către minerii veniți din Marea Britanie (în special cei galezi). Clubul din Donețk a fost fondat în luna mai a anului 1936, primind numele Stahanoveț (după un celebru miner al vremii, Alexei Stahanov). La fel ca un alt club din Ucraina, Dinamo Kiev, primul meci oficial disputat de către Șahtior Donețk a avut loc împotriva formației Dinamo Odessa, Șahtior pierzând meciul cu 2-3.

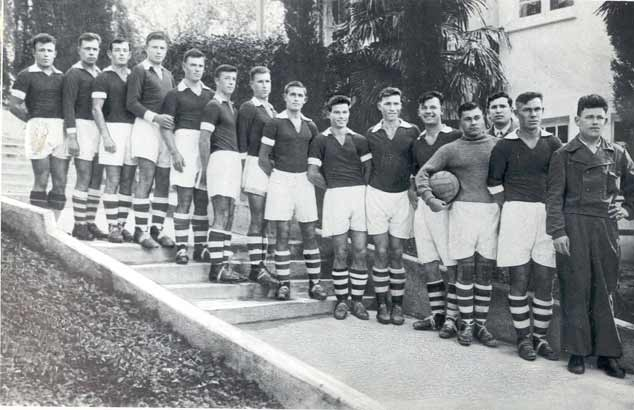
Șahtior în 1937

La data de 24 mai 1936, a avut loc debutul formației în campionatul URSS, într-un meci pierdut la Kazan, împotriva formației locale Dinamo. Prima clasare mai bună a celor de la Șahtior a venit abia după cel de-al Doilea Război Mondial, mai exact în anul 1951, când „minerii” au ocupat locul 3 în campionatul URSS.
La începutul anilor '60, Șahtior a ajuns de trei ori consecutiv în finala Cupei URSS. Primele două finale le-a și câștigat, mai întâi în fața celor de la Torpedo Moscova, scor 3-1 (1961), apoi într-o finală cu Znamya Truda Orekhovo-Zuyevo (2-0, 1962). Pe cea de-a treia a pierdut-o însă, în anul 1963, împotriva specialistei Cupei URSS, Spartak Moscova.
Deși Cupa Cupelor fusese deja înființată, formațiile din Uniunea Sovietică nu au participat la primele ediții, așa că Șahtior Donețk a trebuit să aștepte prima participare abia după ocuparea locului secund în campionatul URSS, fapt petrecut în 1975. Astfel, Șahtiorul a luat startul în ediția 1976-1977 a Cupei UEFA. În primul tur, Șahtior a trecut de formația est-germană Dinamo Berlin, după 3-0 în turul disputat la Donețk și 1-1 în Germania. Apoi, după o dublă victorie împotriva celor de la Honved Budapesta (3-0, 3-2), a ajuns în turul trei, acolo unde a dat peste Juventus Torino, viitoarea câștigătoare a competiției, care, după ce a învins în Italia cu 3-0, și-a permis să piardă meciul retur, disputat la Donețk, la diferență de un gol.
La fel ca la începutul anilor '60, începutul anilor '80 a mai adus două cupe ale URSS în vistieria celor de la Șahtior Donețk. În 1983, Șahtior a câștigat Supercupa URSS, disputată împotriva campioanei FC Dnipro Dnipropetrovsk. Avea să fie ultimul trofeu câștigat de Șahtior în timpul comunismului, "minerii" disputând încă două finale ale Cupei URSS, ambele pierdute.

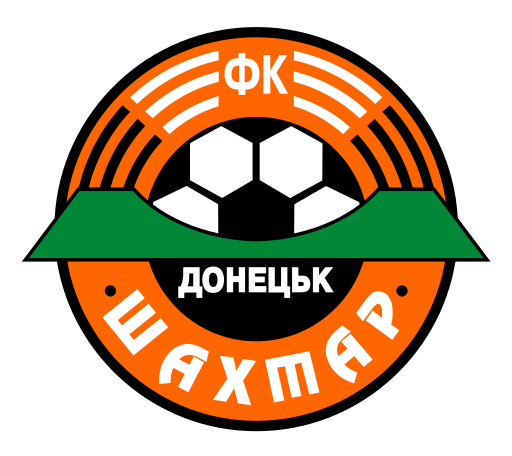
Stemă veche (1997-2007)

În 1992, Șahtior a fost una din formațiile care au luat startul în prima ediție a Campionatului Ucrainei. Este una din formațiile care a participat la toate edițiile acestei competiții, alături de alte trei echipe, Dinamo Kiev, Tavria Simferopol și Dnipro Dnipropetrovsk.
După ce a fost de nu mai puțin de șase ori vice-campioană a Ucrainei, Șahtior Donețk a devenit campioană la finalul sezonului 2001-2002, când antrenorul Valeri Iaremcenko și-a condus echipa la cucerirea titlului în detrimentul celor de la Dinamo Kiev.

### Era Lucescu
În 2004, la Donețk a fost numit ca antrenor românul Mircea Lucescu, sub tutela căruia Șahtiorul a mai câștigat opt titluri de campioană a Ucrainei. Tot în „era Lucescu”, Șahtior a devenit o echipă importantă și în Europa, participând aproape an de an în grupele UEFA Champions League.
În anul 2009, Șahtior Donețk, condusă de pe banca tehnică de același Mircea Lucescu, nu a reușit să îi pună probleme lui Dinamo Kiev în campionat, însă a reușit un parcurs bun în cupele europene. Mai întâi, Șahtior a participat în preliminariile UEFA Champions League, trecând în turul preliminar de Dinamo Zagreb, cu scorul general de 5-1 (2-0, 3-1). Șahtiorul a început cu o victorie în grupele UEFA Champions League, cea din deplasare, scor 2-1, cu formația FC Basel. A urmat partida cu FC Barcelona, cea care avea să ajungă în finala acelui sezon: după ce ucrainenii au condus încă din minutul 45, prin Ilsinho⁠(d), argentinianul Lionel Messi a marcat două goluri în ultimele cinci minute ale partidei (89', 94') și a adus victoria formației catalane. Au urmat înfrângerile cu Sporting Lisabona, 0-1 pe teren propriu și înfrângere identică pe Estadio Jose Alvalade din Lisabona. Șansele de calificare în primăvara UEFA Champions League erau compromise, dar Șahtior a reușit două victorii în ultimele două partide, 5-0 cu FC Basel și 3-2 pe Camp Nou, împotriva Barcelonei.
Locul trei ocupat la final le-a asigurat elevilor lui Lucescu participarea în Cupa UEFA. În șaisprezecimi, au întâlnit formația engleză Tottenham Hotspur, pe care au învins-o cu scorul general de 3-1 (2-0 la Donețk, goluri Evhen Seleznyov și Jadson, și 1-1 în deplasare, gol Fernandinho). Șahtior a întâlnit apoi, în optimi, echipa rusească ȚSKA Moscova, fostă câștigătoare a Cupei UEFA și care îl avea în teren pe golgheterul competiției, Vágner Love. După o înfrângere la Moscova, 0-1 (printr-un penalty acordat după un fault al lui Răzvan Raț), Șahtior a învins cu 2-0 în retur, scorul suficient pentru a accede în sferturi.
După o dublă victorie împotriva francezilor de la Olympique Marseille în sferturi (2-0 la Donețk și 2-1 pe Stade Velodrome), Șahtior a ajuns în semifinale, unde avea să se consființească al doilea duel între două echipe ucrainene din acea ediție, adversara Șahtiorului fiind Dinamo Kiev (prima întâlnire între două echipe din Ucraina fusese Metallist Harkiv - Dinamo Kiev, în sferturi). După 1-1 în tur, în meciul de la Donețk scorul era identic după 89 de minute, și se părea că vor avea loc prelungiri. Însă brazilianul Ilsinho nu a fost de acord și a marcat în chiar ultimul minut regulamentar de joc, aducând calificarea în prima finală europeană pentru formația din Donețk.
Finala a avut loc la data de 20 mai 2009, pe Stadionul Șükrü Saracoğlu din Istanbul. Adversara lui Șahtior era Werder Bremen, formație care, de asemenea, sacrificase campionatul intern pentru o participare memorabilă în Cupa UEFA. Meciul a început mai bine pentru ucraineni, iar Luiz Adriano a deschis scorul după ce, în urmă cu câteva minute, ratase singur cu Tim Wiese. După doar zece minute, fundașul central de la Werder, Naldo⁠(d), a executat puternic o lovitură liberă, portarul Andrei Piatov a încercat să prindă mingea, însă a scăpat-o în poartă. Scorul era 1-1, scor cu care s-a intrat în prelungiri. În minutul 97, Darijo Srna a centrat de pe dreapta, mingea a fost reluată destul de slab de Jadson⁠(d), însă Wiese nu a reușit să respingă, acest gol aducând primul trofeu european în palmaresul clubului ucrainean.

## Stadion
Clubul a jucat anterior meciurile de acasă în Donetsk pe nou-construita Donbass Arena, dar din cauza războiul ruso-ucrainean din 2014, echipa a fost forțată să se mute 1.000 km spre vest, în Arena Lviv între timp. După pauza de iarnă din sezonul 2016-17, clubul s-a mutat apoi din nou pe Stadionul Metalist din Kharkiv (250 km (160 mi) la nord-vest de Donetsk) la începutul anului 2017. în mai-iulie 2020 Shakhtar a jucat meciuri acasă la Stadionul Olimpic din Kiev.

## Suporteri și rivalități

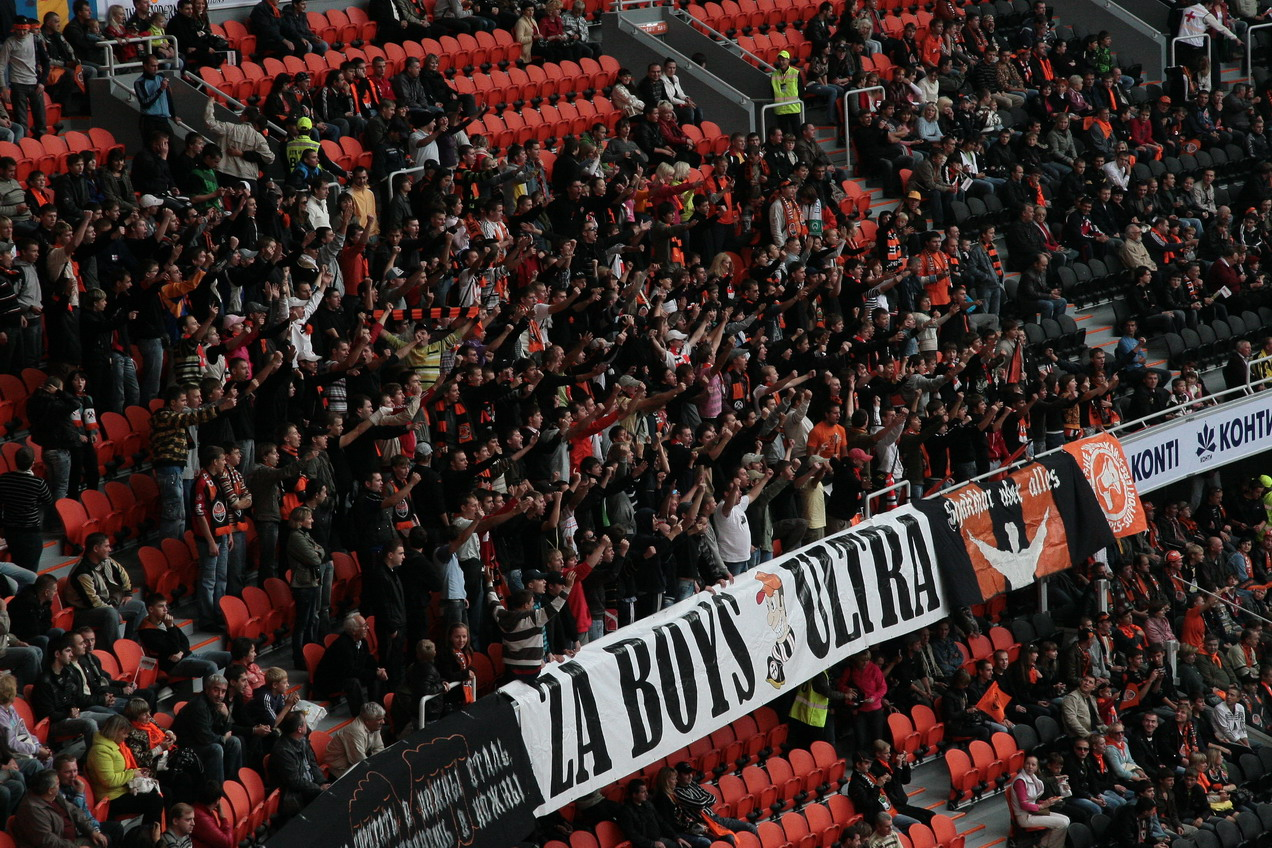
Ultrașii Șahtior pe Arena Donbas

Primele revolte asociate cu fanii echipei Șahtior au avut loc pe 20 septembrie 1959, în meciul împotriva celor de la ȚSKA Moscova, când câteva zeci de suporteri ai lui Șahtior au invadat terenul, meciul fiind anulat drept consecință a acestui fapt. În toate meciurile în care a fost implicată Șahtior, au venit mulți oameni care au promovat creșterea implicării fanilor din Donețk. Dezvoltarea activă a mișcării fotbalistice a început la începutul anilor 1980. La începutul anilor 2000, pe stadioanele ucrainene a apărut huliganismul. În 2003, în timpul finalei Cupei Ucrainei, a avut loc o luptă aprigă între fanii lui Dinamo Kiev și cei ai lui Șahtior.
Șahtior avea o rivalitate și cu Metalurg Donețk, un alt club local. Deși întâlnirile dintre cele două nu erau la fel de semnificative ca cele cu rivalii din capitală, meciurile dintre cele două echipe din Donețk au fost proclamate derbyul Donețkului. Metalurg a dat faliment în iulie 2015, desființându-se.
Printre rivalitățile stinse se numără meciurile împotriva lui Spartak Moscova și, în special, cele împotriva georgienilor de la Dinamo Tbilisi, care au avut loc pe timpul Ligii Superioare a Uniunii Sovietice . O altă rivalitate interesantă, Derbyul de Donbas, este cu Zarea Luhansk, echipă care beneficează de o susținere semnificativă în Luhansk. În timpul primelor campionate ucrainene, s-a dezvoltat o altă rivalitate interesantă cu Cernomoreț Odesa, numită „Mineri vs Marinari”, care a scăzut în intensitate odată cu începutul mileniului actual din cauza performanței inconsistente a clubului din Odesa.

## Palmares
Locul 1
- Campionatul Ucrainei: 15

2002, 2005, 2006, 2008, 2010, 2011, 2012, 2013, 2014, 2017, 2018, 2019, 2020, 2023, 2024
- Cupa URSS: 4

1961, 1962, 1980, 1983
- Supercupa URSS: 1

1984
- Cupa Ucrainei: 15

1995, 1997, 2001, 2002, 2004, 2008, 2011, 2012, 2013, 2016, 2017, 2018, 2019, 2024, 2025
- Supercupa Ucrainei: 9

2005, 2008, 2010, 2012, 2013, 2014, 2015, 2017, 2021
Locul al 2-lea
- Campionatul Ucrainei: 13

1994, 1997, 1998, 1999, 2000, 2001, 2003, 2004, 2007, 2009, 2015, 2016, 2021
- Campionatul URSS: 2

1975, 1979 
- Cupa URSS: 4

1963, 1978, 1985, 1986 
- Cupa Ucrainei: 6

2003, 2005, 2007, 2009, 2014, 2015
- Supercupa URSS: 2

1981, 1986
- Supercupa Ucrainei: 8

2004, 2006, 2007, 2011, 2016, 2018, 2019, 2020

### Europa
- Cupa UEFA/UEFA Europa League
  - Campioană (1) : 2009
  - Semifinala (2) : 2016, 2020

- Supercupa Europei UEFA
  - Finalistă (1) : 2009

- Liga Campionilor UEFA
  -  Sferturi (1) : 2011

- Cupa Cupelor UEFA
  - Sfeturi (1) : 1984

## Lotul actual
La 4 septembrie 2024.
| Nr. |              | Poziție | Jucător                                        |
| --- | ------------ | ------- | ---------------------------------------------- |
| 2   | Burkina Faso | A       | Lassina Traoré⁠(d)                              |
| 4   | Croația      | F       | Bartol Franjić⁠(d) (împrumutat de la Wolfsburg) |
| 5   | Ucraina      | F       | Valeriy Bondar⁠(d)                              |
| 6   | Ucraina      | M       | Taras Stepanenko⁠(d) (căpitan)                  |
| 7   | Brazilia     | A       | Eguinaldo⁠(d)                                   |
| 8   | Ucraina      | M       | Dmytro Kryskiv⁠(d)                              |
| 9   | Ucraina      | M       | Maryan Shved⁠(d)                                |
| 10  | Ucraina      | M       | Heorhiy Sudakov⁠(d)                             |
| 11  | Ucraina      | M       | Oleksandr Zubkov⁠(d)                            |
| 12  | Ucraina      | P       | Tymur Puzankov                                 |
| 13  | Brazilia     | F       | Pedro Henrique⁠(d)                              |
| 14  | Ucraina      | A       | Danylo Sikan⁠(d)                                |
| 16  | Georgia      | F       | Irakli Azarovi⁠(d)                              |
| 17  | Brazilia     | F       | Vinicius Tobias⁠(d)                             |
| 18  | Tunisia      | F       | Alaa Ghram⁠(d)                                  |
| 20  | Ucraina      | M       | Anton Hlushchenko⁠(d)                           |

| Nr. |          | Poziție | Jucător                             |
| --- | -------- | ------- | ----------------------------------- |
| 21  | Ucraina  | M       | Artem Bondarenko⁠(d)                 |
| 22  | Ucraina  | F       | Mykola Matviyenko⁠(d) (vice-căpitan) |
| 24  | Ucraina  | M       | Viktor Tsukanov⁠(d)                  |
| 26  | Ucraina  | F       | Yukhym Konoplya⁠(d)                  |
| 29  | Ucraina  | M       | Yehor Nazaryna⁠(d)                   |
| 30  | Brazilia | M       | Marlon Gomes⁠(d)                     |
| 31  | Ucraina  | P       | Dmytro Riznyk⁠(d)                    |
| 34  | Ucraina  | P       | Rostyslav Bahlay                    |
| 35  | Ucraina  | P       | Vladyslav Kravets                   |
| 37  | Brazilia | M       | Kevin⁠(d)                            |
| 38  | Brazilia | M       | Pedrinho⁠(d)                         |
| 39  | Brazilia | M       | Newerton⁠(d)                         |
| 48  | Ucraina  | P       | Denys Tvardovskyi                   |
| 72  | Ucraina  | P       | Kyrylo Fesyun⁠(d)                    |
| 74  | Ucraina  | F       | Maryan Faryna⁠(d)                    |

## Jucători notabili
| Ucraina, URSS și țări din fostul URSS - Oleh Bazilevich⁠(d) - Viktor Chanov⁠(d) - Yuriy Degterev⁠(d) - Viktor Grachyov⁠(d) - Anatoly Konjkov⁠(d) - Viktor Prokopenko⁠(d) - Valery Lobanovsky - Vitaliy Starukhin⁠(d) - Serhiy Atelkin⁠(d) - Aleksei Bakharev⁠(d) - Oleksiy Byelik⁠(d) - Dmytro Chygrynskiy⁠(d) - Yevgen Drahunov - Oleksiy Gai⁠(d) - Oleksandr Hladky⁠(d) - Yaroslav Khoma⁠(d) - Rustam Khudzhamov⁠(d) - Oleksandr Koval⁠(d) - Serhiy Kovalyov⁠(d) - Kostyantyn Kravchenko⁠(d) - Valeriy Kriventsov⁠(d) - Oleksandr Kucher⁠(d) - Oleh Matviiv⁠(d) - Volodymyr Mykytyn⁠(d) - Serhiy Nahorniak⁠(d) - Hennadiy Orbu - Igor Petrov⁠(d) - Serhiy Pohodin⁠(d) - Serhiy Popov⁠(d) - Adrian Pukanych⁠(d) |  | - Andriy Pyatov - Serhiy Rebrov - Yevhen Seleznyov⁠(d) - Vyacheslav Shevchuk⁠(d) - Sergey Shcherbakov⁠(d) - Bohdan Shust⁠(d) - Dmytro Shutkov⁠(d) - Mykhailo Starostyak⁠(d) - Vyacheslav Sviderskiy⁠(d) - Serhiy Tkachenko⁠(d) - Anatoliy Tymoschuk - Andriy Vorobey⁠(d) - Yuri Virt⁠(d) - Volodymyr Yezerskiy⁠(d) - Serhiy Zakarlyuka⁠(d) - Hennady Zubov⁠(d) - Timofei Kalachev⁠(d) - Giorgi Chikhradze⁠(d) - Mikheil Potskhveria⁠(d) - Andrejs Štolcers⁠(d) - Armands Zeiberliņš⁠(d) - Dainius Gleveckas⁠(d) - Viktor Onopko⁠(d) Europa - Predrag Pažin⁠(d) - Darijo Srna - Stipe Pletikosa - Jan Laštůvka - Tomáš Hübschman⁠(d) - Cristiano Lucarelli⁠(d) - Igor Gjuzelov⁠(d) |  | - Wojciech Kowalewski - Mariusz Lewandowski - Marian Aliuță - Cosmin Bărcăuan - Daniel Florea - Ciprian Marica - Flavius Stoican - Răzvan Raț - Zvonimir Vukić⁠(d) - Igor Duljaj⁠(d) - Muamer Vugdalič⁠(d) - Tolga Seyhan⁠(d) America de Sud și de Nord - Marcelo Moreno⁠(d) - Elano - Matuzalem⁠(d) - Brandão - Ilsinho⁠(d) - Jádson⁠(d) - Leonardo⁠(d) - Fernandinho - Luiz Adriano - Willian - Nery Castillo⁠(d) - Pedro Benítez⁠(d) - Damián Rodríguez⁠(d) Africa - Julius Aghahowa⁠(d) - Isaac Okoronkwo⁠(d) - Assane N'Diaye⁠(d) |  |

## Antrenori
- Oleg Oshenkov⁠(d) (1960-1969)
- Oleh Bazilevich⁠(d) (1972-1973)
- Viktor Nosov⁠(d) (1979-1985)
- Oleh Bazilevich⁠(d) (1986)
- Valery Yaremchenko⁠(d) (1989-1994, 1996-1999)
- Anatoly Byshovets (1999)
- Viktor Prokopenko⁠(d) (1999-2001)
- Valery Yaremchenko⁠(d) (2001-2002)
- Nevio Scala (2002)
- Bernd Schuster (2003-2004)
- Mircea Lucescu (2004-2016)